# Bitwa pod Kiesią (1601)
Bitwa pod Kiesią (zwana też bitwą pod Wenden, bitwą pod Cesis) – bitwa, jaka miała miejsce 7 stycznia 1601 podczas wojny polsko-szwedzkiej 1600–1611.

## Przed bitwą
Kampania wojenna rozpoczęła się pod koniec roku 1599. Siły szwedzkie zdobyły Narwę, Estonię, następnie po dotarciu 10-tysięcznych posiłków pod dowództwem Karola Sudermańskiego Parnawę, Fellin, a 6 stycznia 1601 roku Dorpat.

## Przebieg bitwy
Następnego dnia po zdobyciu Dorpatu Szwedzi (3 tys. żołnierzy) niespodziewanie zaatakowali obozujących Polaków i Litwinów pod Kiesią. Dowodzone przez pułkownika Macieja Dembińskiego wojska polsko-litewskie, mimo zaskoczenia, błyskawicznie uszykowały się do walki i same przeszły do natarcia. W międzyczasie nadciągnął z posiłkami wojewoda wendeński Jerzy Farensbach, zwiększając polsko-litewskie siły do 700 żołnierzy. Próbujący zastosować karakol jeźdźcy szwedzcy pierwszy raz zetknęli się z szarżą husarii, jaką zwykły były stosować wojska Rzeczypospolitej. Walka nie trwała długo i jazda szwedzka rzuciła się do ucieczki. Gdy jazda szwedzka wstąpiła na skutą lodem rzeczkę Gawię, lód pod naporem koni pękł, będąc przyczyną kolejnych strat po stronie szwedzkiej. Trudniejsza sprawa była ze szwedzką piechotą, gdyż ta nie chciała się poddać. Została więc wybita do nogi i było to główną przyczyną ogromnych strat Szwedów w tej bitwie – 1900 zabitych i rannych oraz 100 jeńców i wszystkie działa. Polacy i Litwini stracili tylko 10 zabitych i 60 rannych.

## Po bitwie
Polacy i Litwini nie potrafili wykorzystać zwycięstwa nad armią przeciwnika w polu. Armia rozpierzchła się grabiąc okoliczne wsie, była nieopłacana. Stąd też przychylne nastawienie inflanckich mieszkańców dla armii szwedzkiej, która początkowo nie pustoszyła wsi oraz osiedli chłopskich. Zimą 1601 roku wojska Karola IX zdobyły Wolmar, docierając do linii Dźwiny. Kolejnym etapem wojny było oblężenie Kokenhausen i bitwa pod murami miasta (bitwa pod Kokenhausen).